# Germigny (Yonne)
Germigny – miejscowość i gmina we Francji, w regionie Burgundia-Franche-Comté, w departamencie Yonne.
Według danych na rok 1990 gminę zamieszkiwało 541 osób, a gęstość zaludnienia wynosiła 46 osób/km² (wśród 2044 gmin Burgundii Germigny plasuje się na 427. miejscu pod względem liczby ludności, natomiast pod względem powierzchni na miejscu 817.).